# Cystoseira crinitophylla
Espèce
Cystoseira crinitophylla est une espèce d’algues brunes de la famille des Sargassaceae.

## Distribution
Cystoseira crinitophylla est endémique de la mer Méditerranée.